# Teatro Bellini (Adrano)

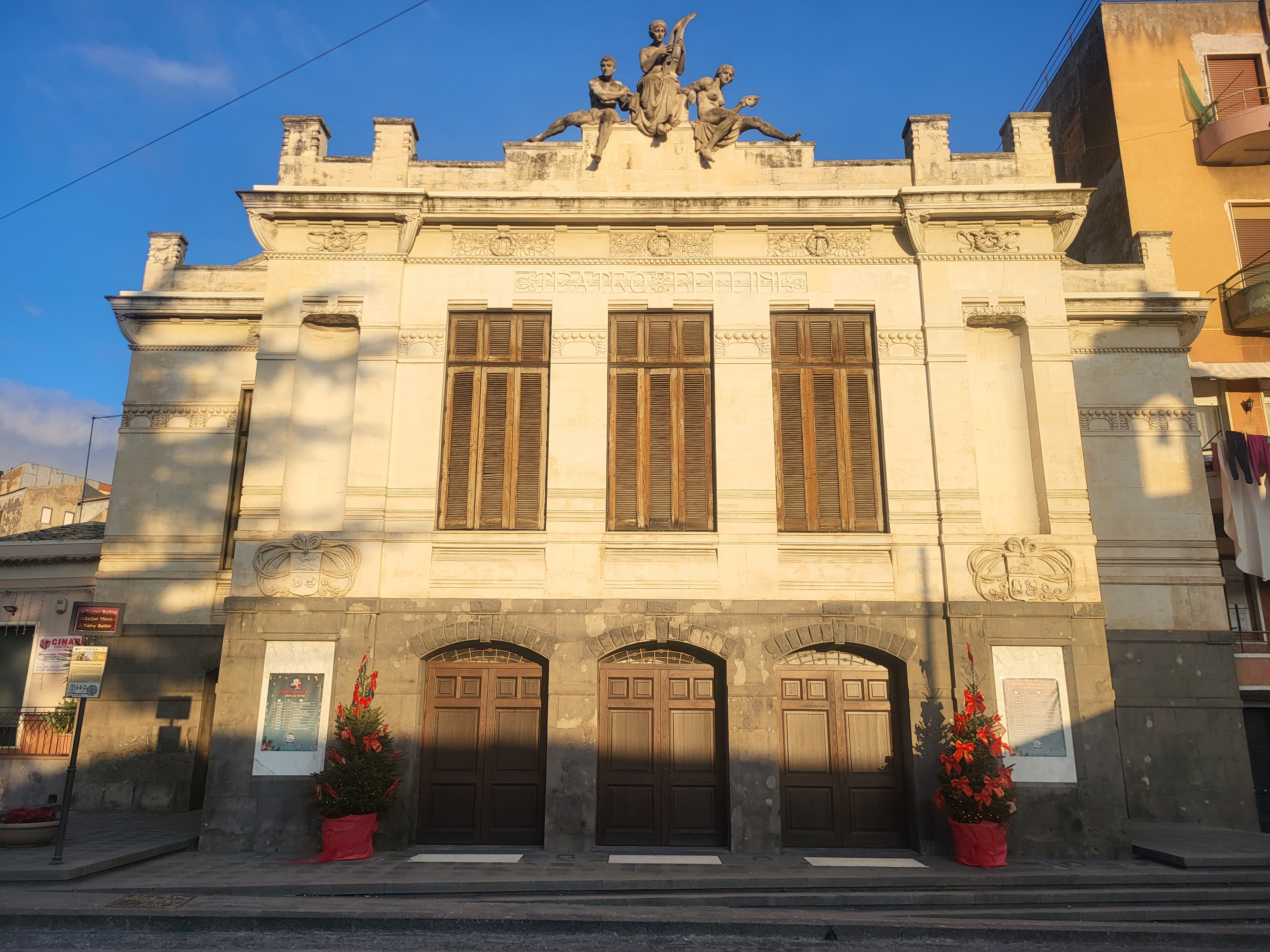
Das Teatro Bellini in Adrano

Das Teatro Vincenzo Bellini (auch Teatro Bellini) ist das Stadttheater von Adrano in der italienischen Region Sizilien, das sowohl für Theater- und Opernaufführungen als auch als Kino genutzt wird. Wie das Teatro Massimo Bellini in Catania ist es nach dem sizilianischen Opernkomponisten Vincenzo Bellini benannt. Seine Fassade ist ein herausragendes Zeugnis des italienischen Jugendstils.

## Geschichte
An der Stelle des heutigen Theaters stand einst eine Vituskirche, auf deren Trümmern in der ersten Hälfte des 18. Jahrhunderts ein erstes kleines Theater entstand, in dem der Leiter der nahen Chiesa della Catena geistliche Spiele aufführen ließ. Der Bau verfügte über einen Saal mit Holzlogen, die den Adligen vorbehalten waren, und einer Tribüne im Parkett, wo Angehörige des Bürgertums Platz nahmen. 1779 ließ der Vizekönig von Sizilien, Marcantonio Colonna von Stigliano, Fürst von Sonnino, diesen Saal zu einem weltlichen Theater ausbauen. Die Kosten deckte er mit den Einnahmen aus den Steuern auf dem Verkauf von Brot und Gemüse.
1829 musste das Theater wegen Baufälligkeit geschlossen werden. Am 5. Juli fand die vorerst letzte Vorführung (gegeben wurde Artaserse von Pietro Metastasio) statt. Ab 1834 wurde es unter der Leitung des Architekten Vincenzo Costa umfassend renoviert. Giuseppe Rapisardi versah den Hauptvorhang mit einem monumentalen Historiengemälde, das den antiken Heerführer Timoleon zeigt, wie er nach seinem Sieg über Hiketas 344 v. Chr. den Tempel von Adranon aufsucht, um der lokalen Gottheit Adranos für seinen Triumph zu danken. Ein weiterer Cataneser Künstler, Giuseppe Distefano, malte Bühne und Logen mit Fresken und Arabesken aus. 1846 konnte das neue Theater eingeweiht werden. 1882 wurde das Theater unter den Architekten Carlo Sada und Antonino Grasso erneut restauriert und erhielt im Innern seine heutige Gestalt. In den folgenden Jahrzehnten bis zum Ersten Weltkrieg erlebte das Theater seine Blütezeit. Zahlreiche namhafte Theatertruppen gastierten hier, unter anderem jene des neapolitanische Komödianten Eduardo Scarpetta (1853–1925) und des Veristen Ermete Zacconi (1857–1948). In den 1900er Jahren erhielt es seine heutige Fassade, um 1920 den heutigen Namen.
Während des Zweiten Weltkriegs wurde das Gebäude stark beschädigt. In der Nachkriegszeit wurde es zwar wieder aufgebaut, konnte aber nicht mehr an seine ehemaligen Glanzzeiten anknüpfen und wurde zuletzt nur noch als Kino verwendet. Für den oscarprämierten Film Scheidung auf Italienisch (1961) diente das Theater in Innen- und Außenaufnahmen als Kulisse. Auf dem Höhepunkt der Handlung begibt sich der Protagonist Baron Cefalù (gespielt von Marcello Mastroianni) ins Theater, wo der Skandalfilm La dolce vita gezeigt wird. 1984 wurde das Teatro Bellini geschlossen und erst 2004 wieder eröffnet.
Im April 2024 beantragte der Abgeordnete Francesco Ciancitto (Fratelli d’Italia) in der Camera dei deputati, das Teatro Bellini zum Kulturgut von nationalem Interesse zu erklären.

## Baubeschreibung

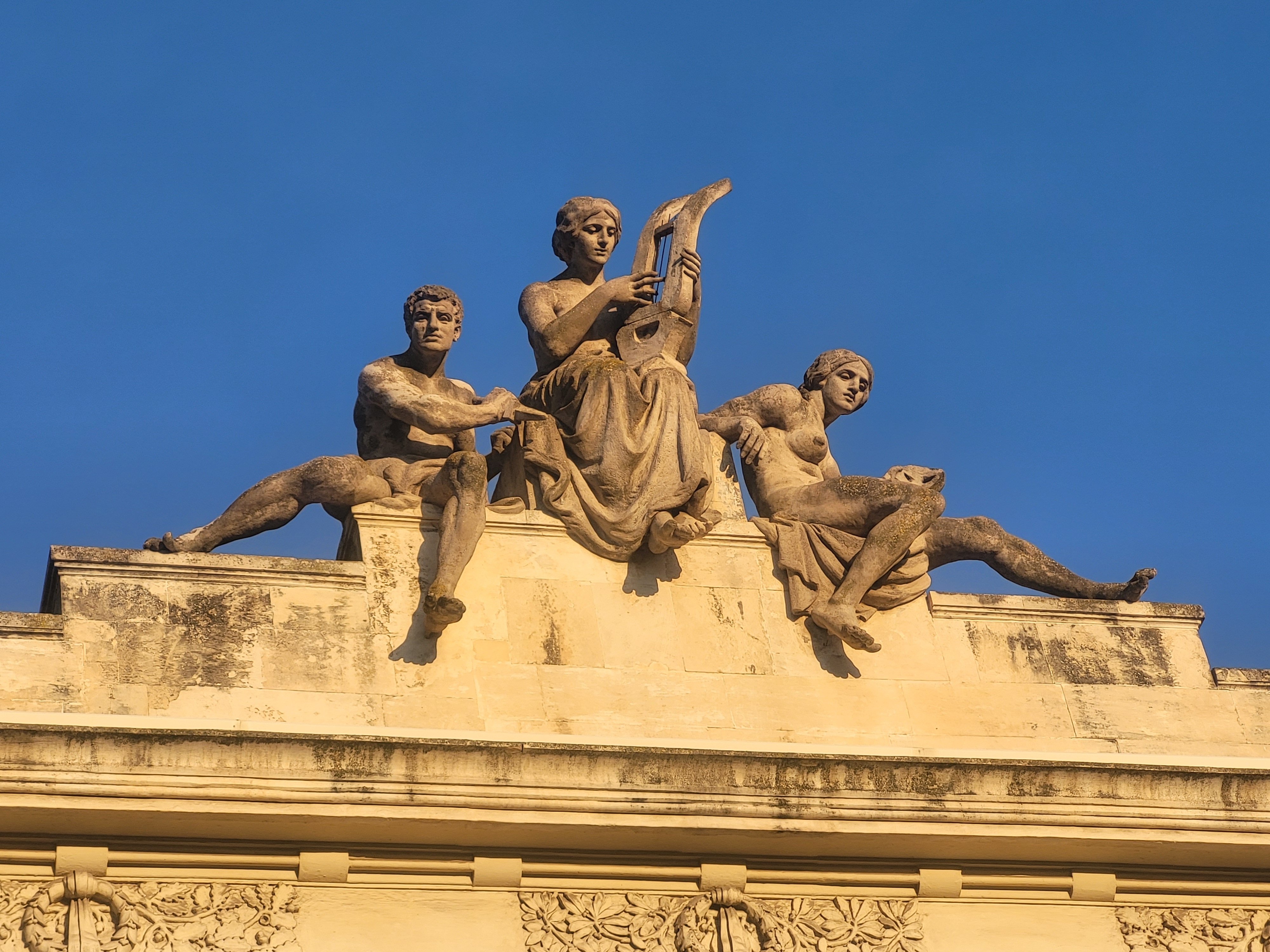
Allegorisches Figurenensemble von Mario Moschetti

Der Theatersaal ist ein für das 19. Jahrhundert typischer Logenbau mit 44 Logen auf drei Ebenen und elliptischem Grundriss. Bemerkenswert ist die Jugendstilfassade, die in sieben Vertikalachsen gegliedert ist, deren innere fünf einen mächtigen Risaliten bilden, der das Vestibül enthält. Die äußeren Achsen des Risaliten enthalten unten eine Plakatfläche, darüber ist das Wappen der Stadt Adrano als Basrelief eingefügt. Die hohen Nischen waren für Statuen der Komponisten Giuseppe Verdi und Vincenzo Bellini angedacht, die aber nie ausgeführt wurden. Bekrönt wird die Fassade von drei allegorischen Skulpturen von Mario Moschetti auf einem dreistufigen Podest. Sie stellen angeblich Tragödie, Musik und Komödie dar.